# Kostel Nalezení svatého Kříže (Znojmo)
Kostel Nalezení sv. Kříže v Znojmě (někdy chybně uváděný jako kostel Povýšení sv. Kříže či jen kostel sv. Kříže) je původně klášterní římskokatolický kostel. Je neoddělitelně spjat s dominikánským řádem a jeho klášterem ve Znojmě. 

## Historie

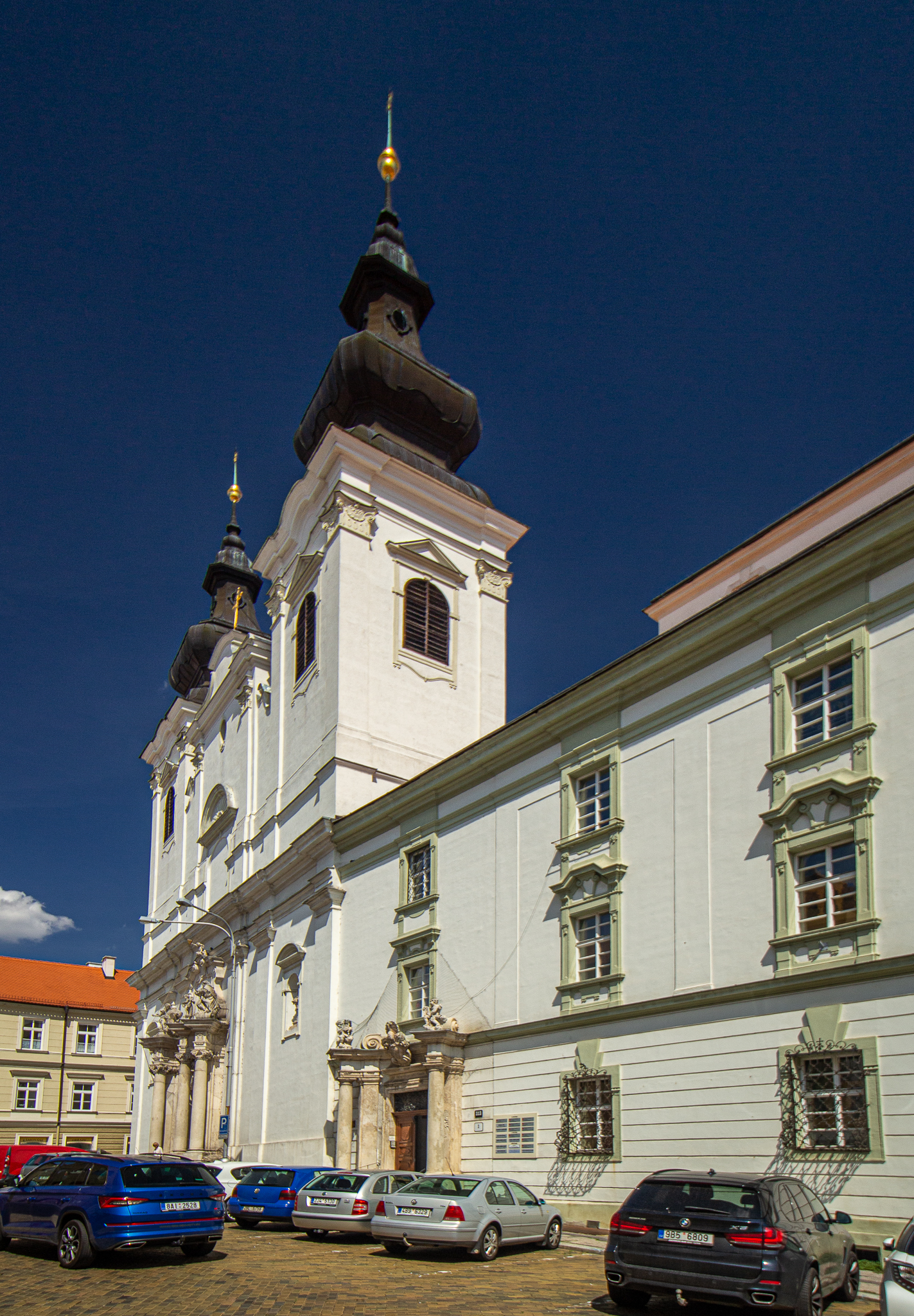
Průčelí kostela s přilehlým dominikánským klášterem

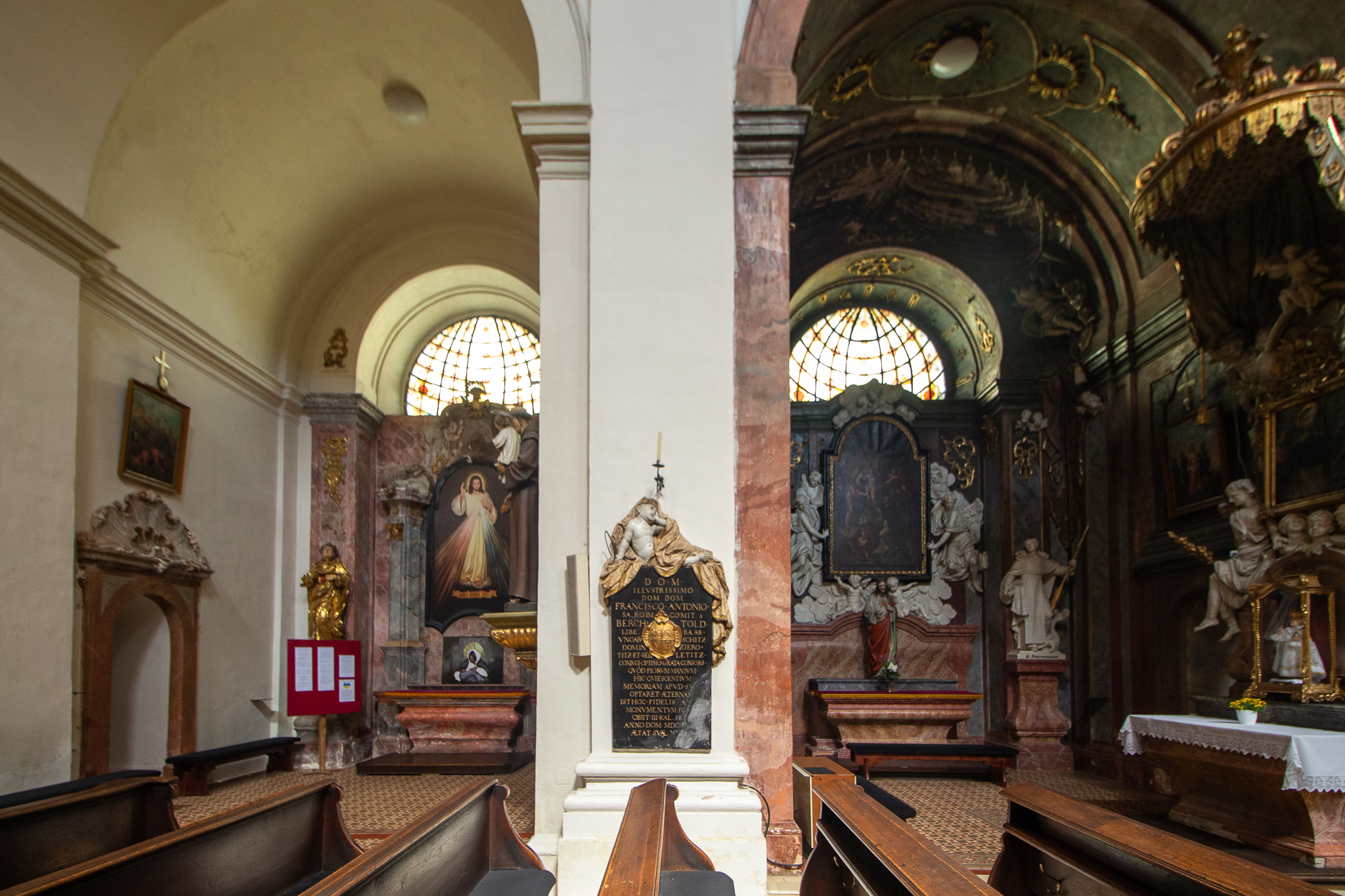
Interiér kostela s barokní pamětní deskou Františka Antonína Berchtolda z Uherčic.

Kostel byl založen pravděpodobně v roce 1230 spolu s klášterem podle legendy na přímluvu svatého Hyacinta. Kostel měl bohatou historii coby poutní místo, neboť zde byl uchováván větší úlomek ze Svatého Kříže. Poutníci přicházeli z blízkého Rakouska, ale též z Uher.
Roku 1555 byl kostel s klášterem zničen velkým požárem, kterému za oběť padla klášterní knihovna a archiv. V téže době se ztratil také cenný ostatek Sv. Kříže. Zbytky kláštera byly provizorně opraveny a pro bohoslužby byla dočasně upravena kapitulní síň, kde se konávala i česká kázání (odtud pochází název česká kaple). Opravy se protáhly až roku 1580, kdy se do věci vložil císař Rudolf II. a velkou donací přispěl na opravu střechy.
V 18. století se rozmohla úcta ke zdejšímu milostnému mariánskému obrazu.
V roce 1950 byli dominikáni v rámci Akce K v noci z 13. na 14. dubna z kláštera násilně odvezeni. Klášter následně obsadily jednotky pohraniční stráže československé armády, které zde v roce 1951 zřídily svá kasárna (do roku 1960). Pro kostel byl proto ustanoven nový duchovní správce Ferdinand Karel Nesrovnal (1896-1952).
Pro Svatý rok milosrdenství (2015/16) byla v kostele zřízena Svatá brána.

## Umělci spojení s výzdobou kostela
Na umělecké výzdobě kostela se podílela celá řada významných umělců své doby, kteří zejména v průběhu 17. a 18. století vtiskli stavbě její současný charakter.
Jan de Herdt
- obraz Nalezení sv. Kříže (1676) původně umístěný na hlavním oltáři, dnes v kapli Vzkříšení
- adorace obrazu P. Marie Staroboleslavské (1673), původně v dnešní kapli sv. Jana Nepomuckého, dnes v Deblínské kapli Znojemského hradu, předloha pro obraz P. Marie Znojemské

- obraz Opásání sv. Tomáše Akvinského (kolem 1678) ve stejnojmenné kapli

Jan Josef Resler
- baldachýnový oltář P. Marie Znojemské a sochy sv. Hyacinta a sv. Vincence Ferrerského (1735) v kapli sv. Libora, vytvořeno podle návrhu Františka Roettierse

Matyáš Kovanda
- baldachýnový oltář sv. Vincence Ferrerského a sochy sv. Rajmunda z Peňafortu a sv. Ludvíka Bertranda (1743) v kapli P. Marie Růžencové, oltář vytvořen podle vzoru Reslerova oltáře P. Marie Znojemské

Josef Leonard Weber
- sochy bl. Jindřicha Susso a sv. Růženy z Limy v kapli sv. Petra Veronského
- náhrobky hraběte Karla Maxmiliána z Thurnu a Valsassiny a hraběnky Evy Eleonory Raduit de Souches (po 1730) v kapli Vzkříšení (připsáno)

Jan Lukáš Kracker
- obrazy sv. Jana Nepomuckého a sv. Floriána (1752) v kapli sv. Jana Nepomuckého
- obrazy sv. Barbory a sv. Jiřího (1756) v kapli sv. Barbory
- obraz Smrt sv. Rozálie v kapli sv. Anny
- obraz Smrt sv. Petra Veronského ve stejnojmenné kapli
- obraz sv. Tekly

Jiří Antonín Heinz (bratr Klaudius)
- sochy sv. Václava a sv. Ludmily (po 1753) v kapli sv. Jana Nepomuckého
- sochy sv. Kateřiny a sv. Markéty (po 1755) v kapli sv. Barbory
- sochy sv. Karla Boromejského a sv. Rocha (po 1755) v kapli sv. Šebestiána
- sochařská výzdoba varhanní skříně – Král David a andělé hudebníci (po 1755)
- alegorie Víry, Naděje a Lásky na varhanní kruchtě (po 1755)

Josef Winterhalder st. (atribuováno)
- kazatelna se sousoším sv. Dominika, jak rozesílá své bratry do světa (od 1748)[1][pozn. 1]

Josef Winterhalder ml.
- obraz Zázrak v Sorianu (1768) v kapli sv. Dominika

Franz Anton Maulbertsch
- obraz Vidění sv. Norberta na hlavním oltáři (1765), původně v refektáři premonstrátského opatství v Louce u Znojma

Jan Václav Voříšek (bratr Alvarus)
- konstrukce a štuková výzdoba kazatelny a kaplí sv. Dismase, sv. Vincence Ferrerského, sv. Petra Verronského, sv. Jana Nepomuckého, sv. Barbory, sv. Tomáše Akvinského
- rám obrazu Panny Marie Bolestné (na oltáři sv. Kříže)
- varhanní skříň (ca 1753-55)
- návrh na dostavbu věží kostela, horní část fasády, krov a báně (1770-73)